# Min Ko Naing
Min Ko Naing (barmsky „Přemožitel králů“), vlastním jménem Paw Oo Tun, (* 18. října 1962, Mudon, Barma) je barmský disident a prodemokratický aktivista. Za svou činnost byl 20 let vězněn a pro podobnost osudu s bývalým českým prezidentem Václavem Havlem bývá označován jako „barmský Havel“. Ilustroval barmské vydání Havlových satirických povídek Pižďuchové.

## Život
Min Ko Naing se stal významnou osobností Povstání 8888. Dne 24. března 1989 byl zadržen a posléze odsouzen ke 20 letům vězení. Později mu byl trest zmírněn na polovinu. O jeho propuštění usilovala organizace Amnesty International (AI), která jej označila za vězně svědomí. Podle AI byl Min ve vězení mučen. Po 10 letech však nebyl propuštěn, z vězení se dostal až po 15 letech v listopadu 2004. V roce 2006 byl znovu zatčen, ve vězení byl tři měsíce. V srpnu 2007 byl zadržen znovu, tentokrát na čtyři roky.
V roce 2014 byla do barmštiny přeložena satirická sbírka povídek Pižďuchové Václava Havla, která kritizuje byrokracii a nedemokratické režimy. Min Ko Naing knihu ilustroval. Bývá označován jako „barmský Havel“, protože stejně jako bývalý český prezident je významným disidentem, který byl za své aktivity vězněn.
V únoru 2021 se Min Ko Naing objevil na seznamu sedmi lidí, o jejichž zatčení usiluje vládnoucí vojenská junta. Důvodem je jejich podpora protestů proti vojenskému převratu v únoru 2021.

## Ocenění
- Homo Homini (2000) – ocenění udělované organizací Člověk v tísni osobnostem, které se zasloužily o prosazování lidských práv, demokracie a nenásilného řešení politických konfliktů